# Alejandro Murature
Alejandro Murature fue un marino argentino que luchó en la guerra entre la Confederación Argentina y el Estado de Buenos Aires.

## Biografía
Alejandro Murature era hijo del marino José Murature y de Luisa Galleano (o Galeano), hija del empresario naviero italiano Carlos Galleano, propietario de una flota de cabotaje en Buenos Aires. 
Inició su carrera naval como grumete en los barcos que hacían la travesía a Europa, a resulta de lo cual hablaba a la perfección francés e italiano y tenía un buen dominio del inglés. Al igual que su padre, cultivaba las artes plásticas.
Comandó buques de importancia de la marina mercante hasta que producida la secesión del estado de Buenos Aires ingresó a la armada de la provincia rebelde como ayudante del comandante de la escuadra coronel Floriano Zurowski.
La escuadra de Buenos Aires era superior a la nacional. Estaba compuesta del bergantín de 223 tn Enigma, con 6 cañones de a 20, 4 de a 18 y 2 de a 10, buque insignia al mando del sargento mayor Guillermo Turner, del lugre 11 de Septiembre, con 9 piezas calibre de 20 y 24 (comandante Pieralini), del bergantín goleta Mayo, de 4 piezas calibre de 20 y 8 (comandante Pérez), bergantín goleta Chacabuco, de 5 piezas de 20 a 8 (comandante Pitaluga), de la goleta Santa Clara, de 5 cañones de 18 a 12 (comandante José Murature), pailebot 9 de Julio, de 3 piezas calibre de 16 a 4 (comandante Fidanza), una ballenera y un lanchón con una pieza de a 4.
Las fuerzas navales de la Confederación se componían en esos momentos del vapor Correo, con 8 piezas de a 10 y 12, del vapor Constitución, de dos piezas de a 20, adquirido en Montevideo, del vapor La Merced, con dos piezas de a 8, y del bergantín goleta Maipú, con siete piezas de a 16. 
Con el grado de capitán, Alejandro Murature asistió al combate de Martín García del 18 de abril de 1853 en su puesto de ayudante del coronel Zurowski a bordo del Enigma.
Durante la acción, librada a la altura de la isla de Hornos, entre Martín García y los cerros de San Juan, el Enigma abrió fuego por el flanco derecho, y en esta descarga se desmontaron cuatro carronadas del referido flanco.
Zurowski recuerda en su parte que "á la primera descarga de la batería del Enigma casi todos los oficiales ingleses desaparecieron de cubierta quedando solamente el Comandante Turner con el objeto de persuadirme á arriar la bandera y entregarnos porpue era inútil hacer sacrificar la gente, pero á una mirada mia él se retiró sin volver á aparecer". Un oficial inglés arrió la insignia e intentó izar una bandera blanca, pero Murature lo impidió. El oficial caído le disparó con su pistola pero la bala fue detenida por las monedas que llevaba en el cinturón. Antes que recibiera un segundo disparo, el capitán Vialardi desmayó a su oponente con un golpe en la cabeza.
En su parte, Zurowski relata el suceso:"durante ese encuentro la bandera fue arreada dos veces por los cobardes que obedecian á los oficiales del buque, pero las dos veces fue nuevamente hizada por el valiente D. Alejandro Muratori, al paso que se hacían nuevas descargas á metralla sobre el enemigo.
No pasaré en silencio la circunstancia que cuando este digno oficial izó por segunda vez la bandera, uno de los oficiales ingleses le amenazó con la pistola y que el Capitán de infantería de mar Vialardi con otra pistola que estaba vacía dio á su turno un golpe al inglés que le dejó aturdido impidiéndole de llevar á efecto su criminal intento. Debe el infrascripto hacer presente al Sr Ministro en honor de la justicia que el joven ciudadano D. Alejandro Muratori, digno hijo de su padre, se ha portado como un veterano."
Perdidas también las baterías de babor y sin oficialidad, ante la inevitable caída del buque Zurowski pasó con Murature, Vialardi y unos pocos marineros y soldados leales a la goleta Santa Clara, al mando de José Murature. Murature aceptó pasar al buque de su padre con las palabras "con él venceremos o moriremos todos".
Al subir el primero a la cubierta del Santa Clara su padre le preguntó "Que viene a hacer aquí mi hijo?" a lo que respondió "A morir al lado de mi padre". Sin embargo no sería así. Capturados sus principales buques, muerto Pitaluga, comandante del Chacabuco y alejada su nave, y desconfiando de sus oficiales y tripulación, una rápida junta de guerra resolvió volver a Buenos Aires.
Dos buques de la Escuadra de Buenos Aires, el Enigma y el 11 de Septiembre quedaron en poder de la Confederación, mientras que los otros cuatro buques volvieron a puerto. Un historiador afín a la provincia rebelde reconocería que "Es evidente que la ineptitud ó la cobardia cuando menos se hallaban en el bergantin Enigma según los pormenores que refiere en su parte el Gefe de la Escuadra. La impericia de este sobre todo se hace notar por su mismo parte no menos que su incapacidad para mandar en un día de combate tantas fuerzas reunidas. La superioridad de la Escuadra de Buenos Aires sobre la enemiga era grande. Aquella tenia cuarenta piezas de artillería y esta solo diez y nueve. Es de notarse que ninguno de los Comandantes de los buques podía escusarse por falta de recursos ni de armas ni de municiones ni de personal pues todos los buques se hallaban abundantemente provistos de cuanto pudieran necesitar.
Entre tanto los buques enemigos en menor número se hallaban desprovistos de todo y mal artillados aunque es verdad que los tres vapores con que contaban daban á sus movimientos una rapidez superior y la facilidad de evitar los escollos que abundaban en el estrecho canal en que por la más grande impericia se habían colocado los buques de Buenos Aires espuestos á encallar en sus primeros movimientos y sin libertad ni espacio para maniobrar en un día de combate."
El mismo autor afirma respecto de Alejandro Murature: "No fue menos la serenidad, entusiasmo y decisión que manifestaban en lo más crítico del ataque el joven Muratori y el Capitán de infantería de mar Vialardi, haciendo esfuerzos superiores y luchando contra la impericia ó cobardia para sostener el honor del pabellón Argentino."
Al reiniciarse en 1859 la guerra entre Buenos Aires y la Confederación Argentina fue designado comandante del pequeño vapor Buenos Aires, y participó de la escuadrilla que a las órdenes de su padre partió a bloquear la ciudad de Paraná, capital de la Confederación, para interrumpir el cruce de las tropas nacionales. Luego de forzar el paso del Rosario el 2 de julio bajo el fuego de las baterías nacionales y capturar el bergantín goleta Diana que transportaba artillería para el ejército de la Confederación, se dirigió hacia Paraná estableciendo con éxito el bloqueo.

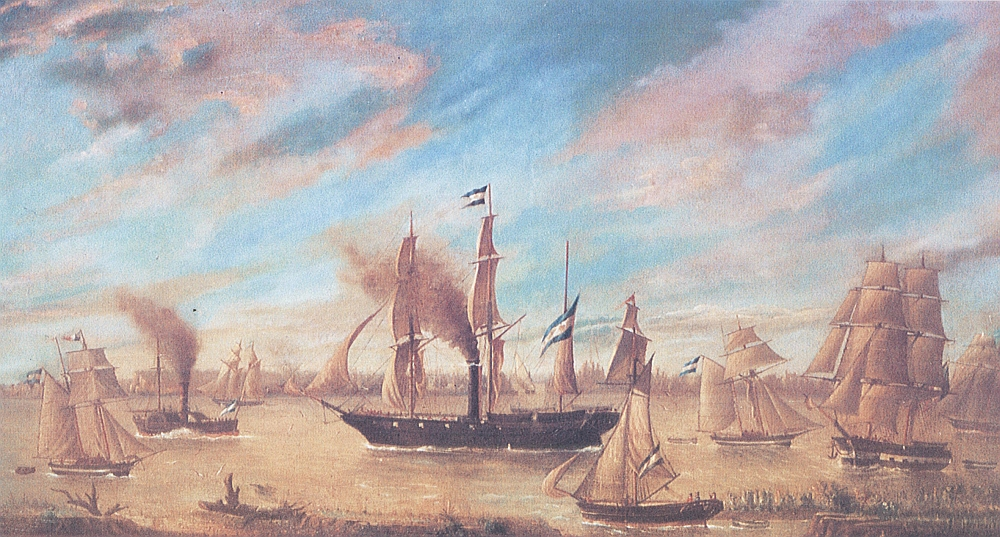
Vapor General Pinto frente a Rosario (óleo de José Murature, ca.1865.

En la noche del 6 de julio de 1859 Alejandro Murature pasó para conferenciar con su padre al Pinto.
Ante el mal clima, José Murature le recomendó que permaneciera a bordo, a lo cual su hijo accedió al haber ya dado sus órdenes. De esta manera, todos los mandos de la escuadra porteña permanecían a bordo. En la mañana del 7 de julio, en momentos en que el almirante Murature con sus oficiales y su hijo Alejandro tomaban un café en la cámara, el sargento de marina Ramón Ortega y el cabo Felipe Salguero, antiguos soldados de Justo José de Urquiza, sublevaron a los 23 tripulantes del Pinto. Avisado por el teniente Constantino Jorge, Alejandro Murature, que gozaba de aprecio entre la oficialidad y los tripulantes, subió a cubierta armado con su sable y ordenó a los sublevados que depusieran las armas. Aun cuando insistían en que el movimiento no iba contra ellos sino contra el capitán del navío Antonio Sussini, a quien pensaban ejecutar, el joven Murature intentó reducirlos siendo acribillado. José Murature llegó en ese momento a cubierta y al momento de abalanzarse sobre los sublevados resbaló en el cadáver de su hijo y cayó. Herido por un disparo que solo lo dejó contuso, fue capturado. En la lucha fue también herido en una mano el teniente Constantino Jorge.
El gobierno de la Confederación Argentina decretó honores militares para Alejandro Murature, asistiendo al entierro, con espada, los oficiales del Pinto que habían caído prisioneros:

"Al Exmo. señor ministro de la guerra: S.E. el señor presidente me da orden para prevenir á V. E., se sirva disponer con toda pompa las honras fúnebres del capitán don Alejandro Murature á que asistirá toda la oficialidad del vapor «General Pinto», que una sublevación militar ha devuelto al poder de la nación. 
S.E. que deplora la fatalidad que ha hecho malograr ese bizarro joven, como una de las desgracias de la guerra, que él deseara ver cesar para siempre, quiere que se honre la memoria de esa víctima de su deber y de la piedad filial."
Benjamín Victorica, Secretaría de guerra, Cuartel General en el Paraná, 7 de julio de 1859.

En Buenos Aires su muerte también fue reflejada por los medios y lamentada por la sociedad, en especial en la familia del almirante Guillermo Brown. Entre las dedicatorias registradas en su funeral, se encuentra la de la esposa del almirante Isabel Chitty: "Honor to the faithful brave", otras de su hija Martina Brown y sus nietas Elena, Leonor y Elisa. Otra nieta de Brown, Federica Angelina Reincke escribió un poema, "To the memory of Alejandro Murature", destinado al que llama en su primera línea "Amigo de mi juventud!".
Sus biógrafos afirmaron que Alejandro Murature "era un honbre capaz de enfrentar las situaciones más difíciles de la vida" y "un alma bondadosa y brava".